# Röd lungört
Röd lungört (Pulmonaria rubra) är en växtart i familjen strävbladiga växter.